# YouTube Gaming
YouTube Gaming,, est une application mobile de streaming de jeu vidéo qui permet aux internautes de diffuser ou regarder des sessions jeux vidéo en direct. Elle est développée par YouTube.